# ウィリアム・クーパー・プロクター

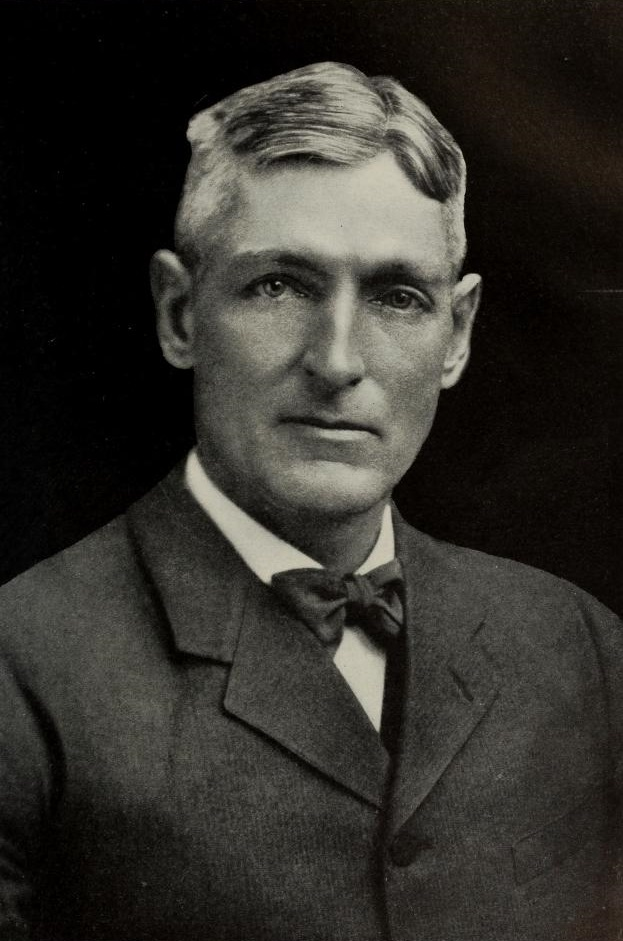
ウィリアム・クーパー・プロクター

ウィリアム・クーパー・プロクター（英: William Cooper Procter、1862年8月25日-1934年5月2日）は、1907年から1930年までプロクター・アンド・ギャンブルの代表者を務めた。創業家の中で会社を統率した最後の人物である。

## 概要
ウィリアム・クーパー・プロクターは1862年8月25日に、プロクター・アンド・ギャンブルの共同創業者であるウィリアム・プロクターの孫として誕生。1883年にプリンストン大学を卒業した。
プロクターが行ったプリンストン大学への寄付は、プロクターホールの建設のために使用された。プロクターホールはラルフ・アダムス・クラムが新しい大学院の用途として設計したゴシック様式の建物の1つであり、ウィリアムとアンリーウィレットが設計した "Great West Window" が特に有名である。 現在、この建物は大学院の食堂、および重要な公共スペースとして使用されている。 
プロクターは、シンシナティの小児病院（現在のシンシナティ小児病院医療センター）の理事会に加入、1921年に新しい理事会の会長に選出され、1934年に亡くなるまでその任に就いた。プロクターのリーダーシップと慈善活動は、病院の規模、範囲、使命、評判の拡大につながった。理事会の最初の行動の1つは、病院の名前をプロテスタント聖公会病院から小児病院に変更することであった。
Sigma Xi学会による権威ある科学研究賞である「ウィリアム・プロクター賞」にその名が冠されている。プロクターは1939年にSigma Xiの選出委員となり、1950年にこの賞を授与した。この賞は、科学研究への卓越した貢献と、他の分野の科学者に研究の重要性を伝える能力を表彰するものである。この賞の過去の受賞者には、ジェーン・グドールなどがいる。
1934年5月2日、オハイオ州シンシナティにて71歳で亡くなった。